# Парк Вондела
Парк Вондела (нидерл. Vondelpark) — общественный городской парк в 47 гектар (120 акров) в Амстердаме, Нидерланды. Парк был открыт в 1865 году и первоначально назывался Nieuwe Park («Новый парк»), но позже переименован в Vondelpark, в честь драматурга XVII века Йоста ван ден Вондела. Ежегодно парк посещают около 10 миллионов человек. В парке есть киномузей, театр под открытым небом, детская площадка.

## История

### XIX век
В 1864 году группа граждан создала «Ассоциацию строительства парка для езды и прогулок». Они купили несколько гектаров земли на краю Амстердама. В 1865 году Het Nieuwe Park («Новый парк») был открыт для членов ассоциации и в обмен за плату для других граждан. В 1867 году в парке установили статую писателя и драматурга Йосту ван ден Вонделу. Постамент скульптуры создал Питер Кёйперс. В результате люди стали называть парк Vondelspark (парк Вондела). В 1873 году была сооружена эстрада. В том же году, пивовар Герард Адриан Хейнекен (основатель Heineken) получил отказ на открытие бара в парке, так что он построил Bierhuis Vondel («Пивная Вондела») на улице рядом с парком, той, что сейчас Vondelstraat 41. С 1875 по 1877 годы парк достиг своих современных размеров в 47 га. Название парка было официально изменено на Vondelpark (парк Вондела) в 1880 году.

### XX век

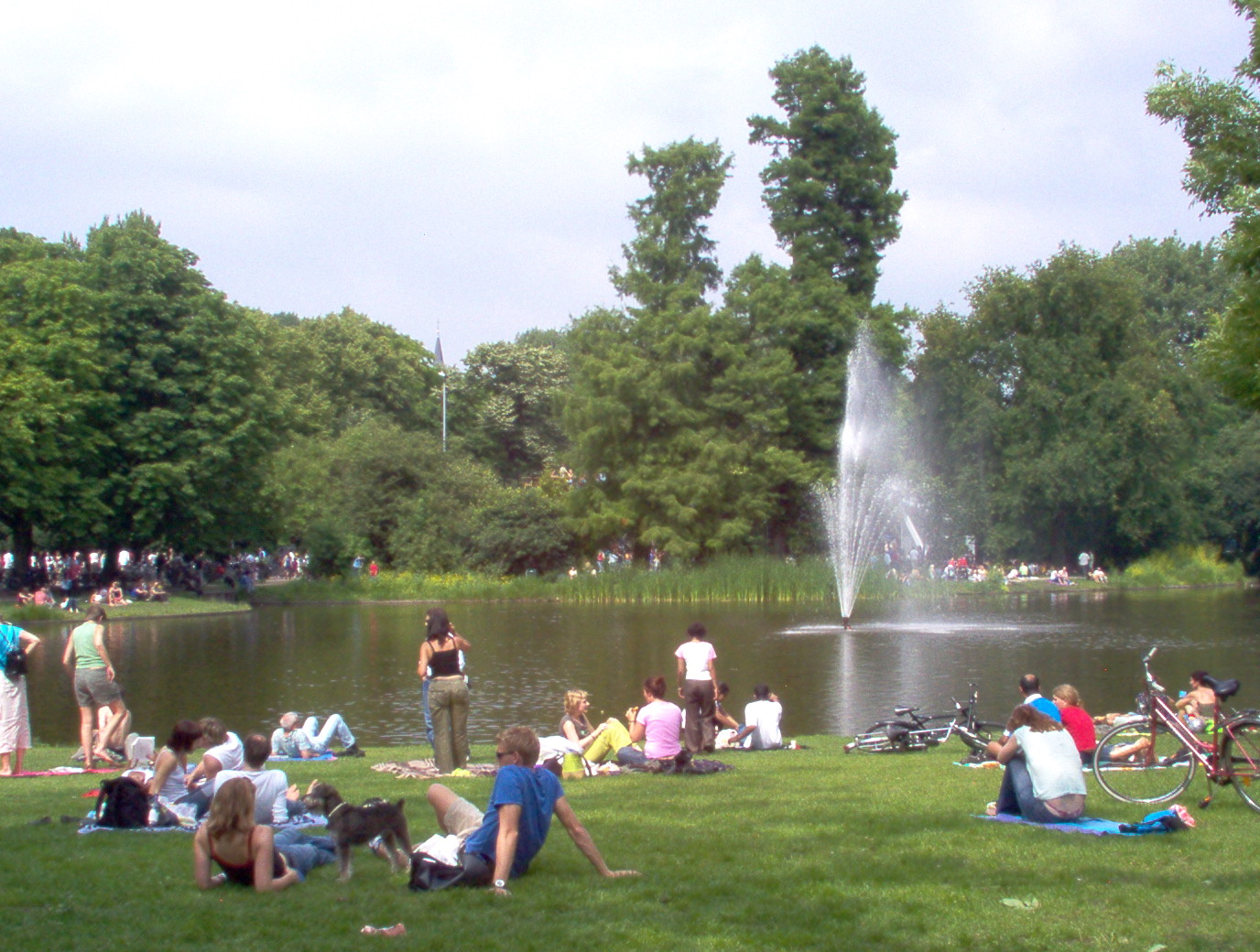
Люди в парке летом 2005 года

В 1936 году в центре парк был создан розовый сад. Через год, в 1937 году, была открыта Blauwe Theehuis («Синяя чайная»). Это чайная представляет собой круглое здание в стиле модерн. В последующие годы, из-за интенсивного использования, общее обслуживание парка стало слишком дорогим для «Ассоциации строительства парка для езды и прогулок», и в 1953 году ассоциация пожертвовала парк Амстердаму. Парк немного реконструировали для лучшего использования и обслуживания. В 1960-е годы были созданы детские площадки. Во времена хиппи, в 1960—1970-е году парк Вондела стал символом места, где «все возможно и (почти) все позволено». В 1980-х годах был построен театр под открытым небом. Парк Вондела получил статус «государственного памятника» в 1996 году.

### XXI век
В 1990-х годах число посетителей выросло до примерно 10 миллионов человек ежегодно. Это привело к новым обновлениям, которые происходят в период с 1999 по 2010 год. Их целью является активизация монументального значения парка. Обновление занимает десять лет, чтобы уменьшить неудобства для посетителей.

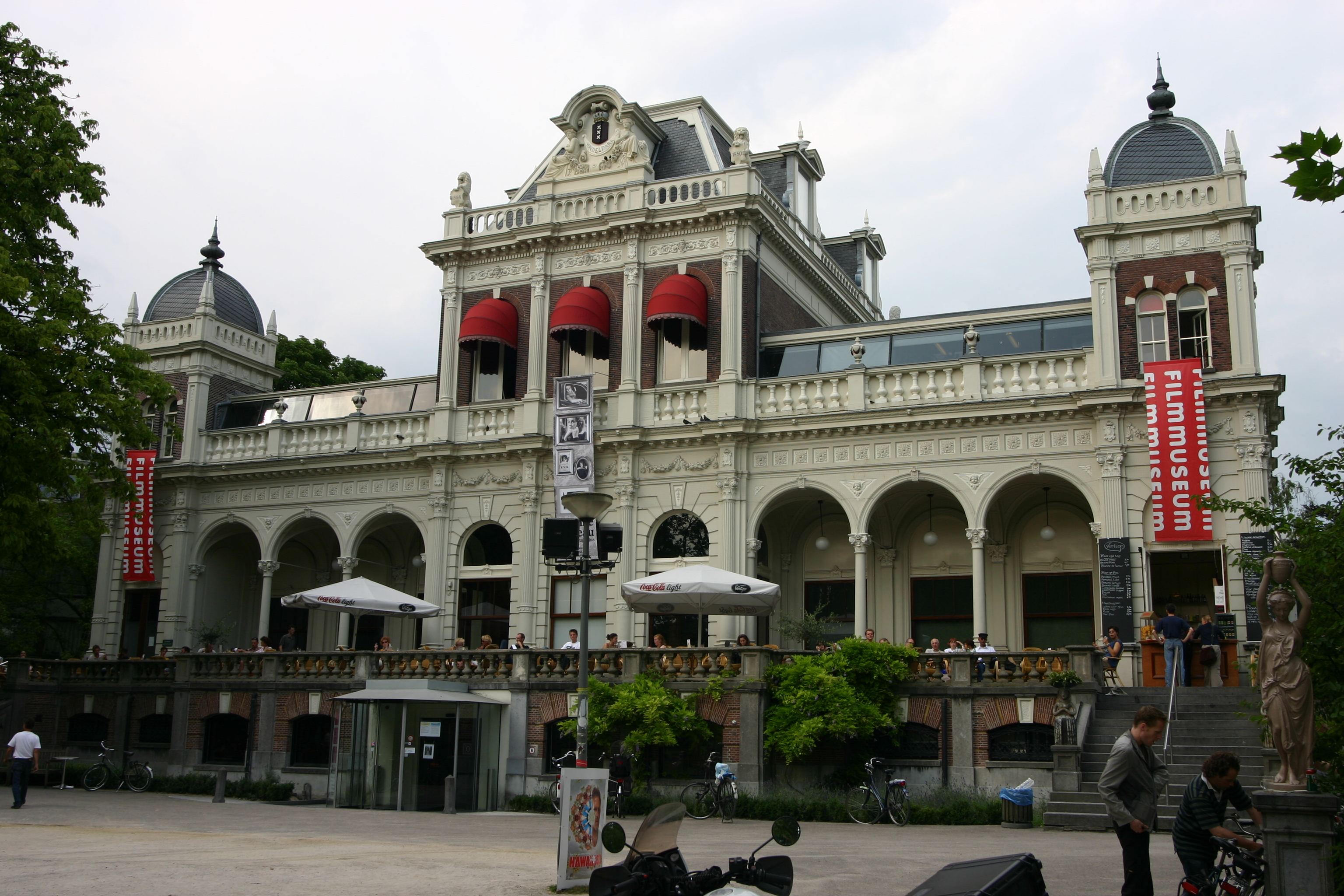
Киномузей находится в павильоне девятнадцатого века

## Достопримечательности
- Киномузей

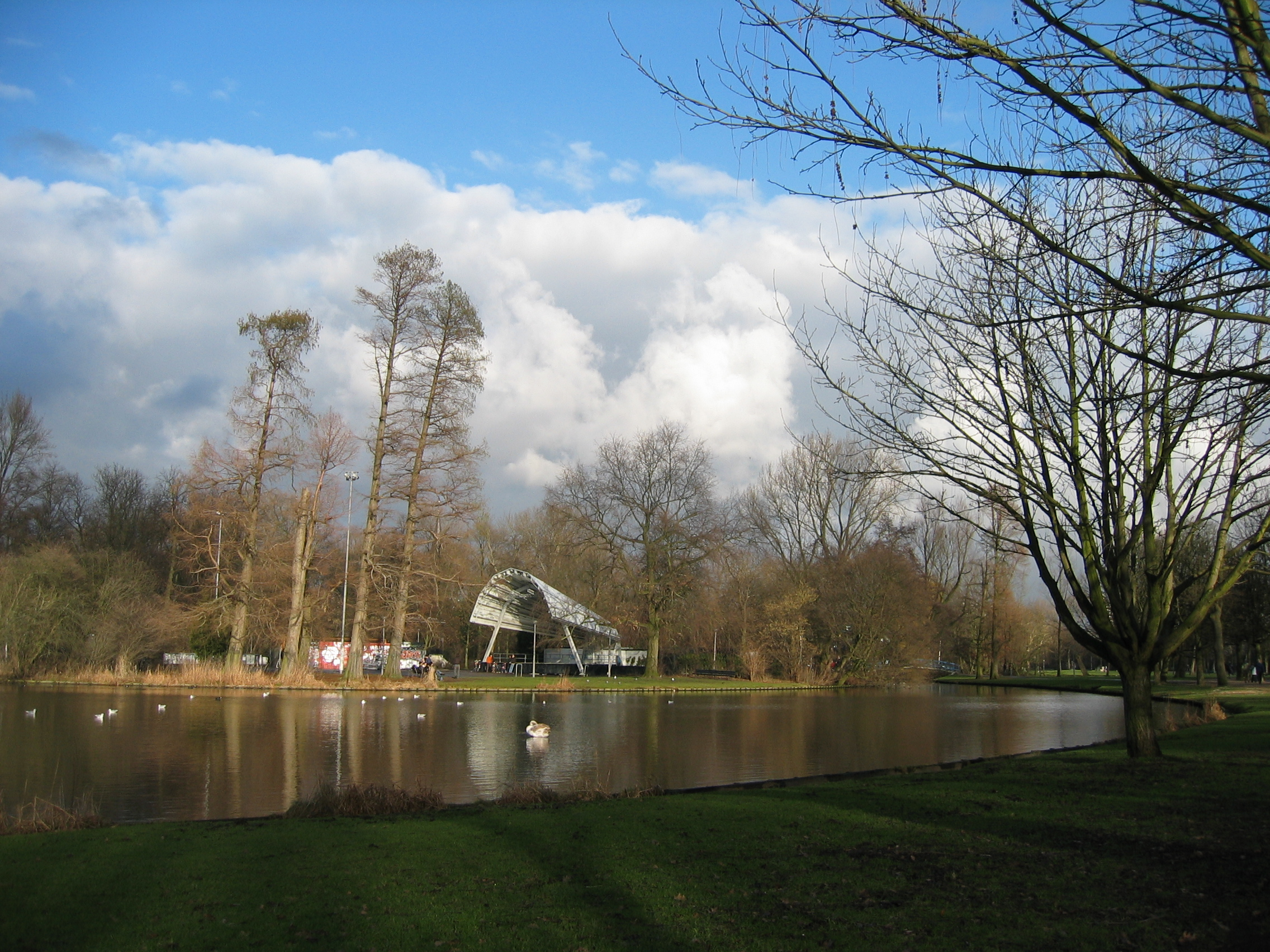
Театр под открытым небом

Киномузей находится в павильоне девятнадцатого века. Демонстрируемые фильмы варьируются от немого кино XIX века до современных цифровых лент. Музей также организует выставки, лекции, дискуссии, а летом показывают фильмы на открытом воздухе.
- Театр под открытым небом

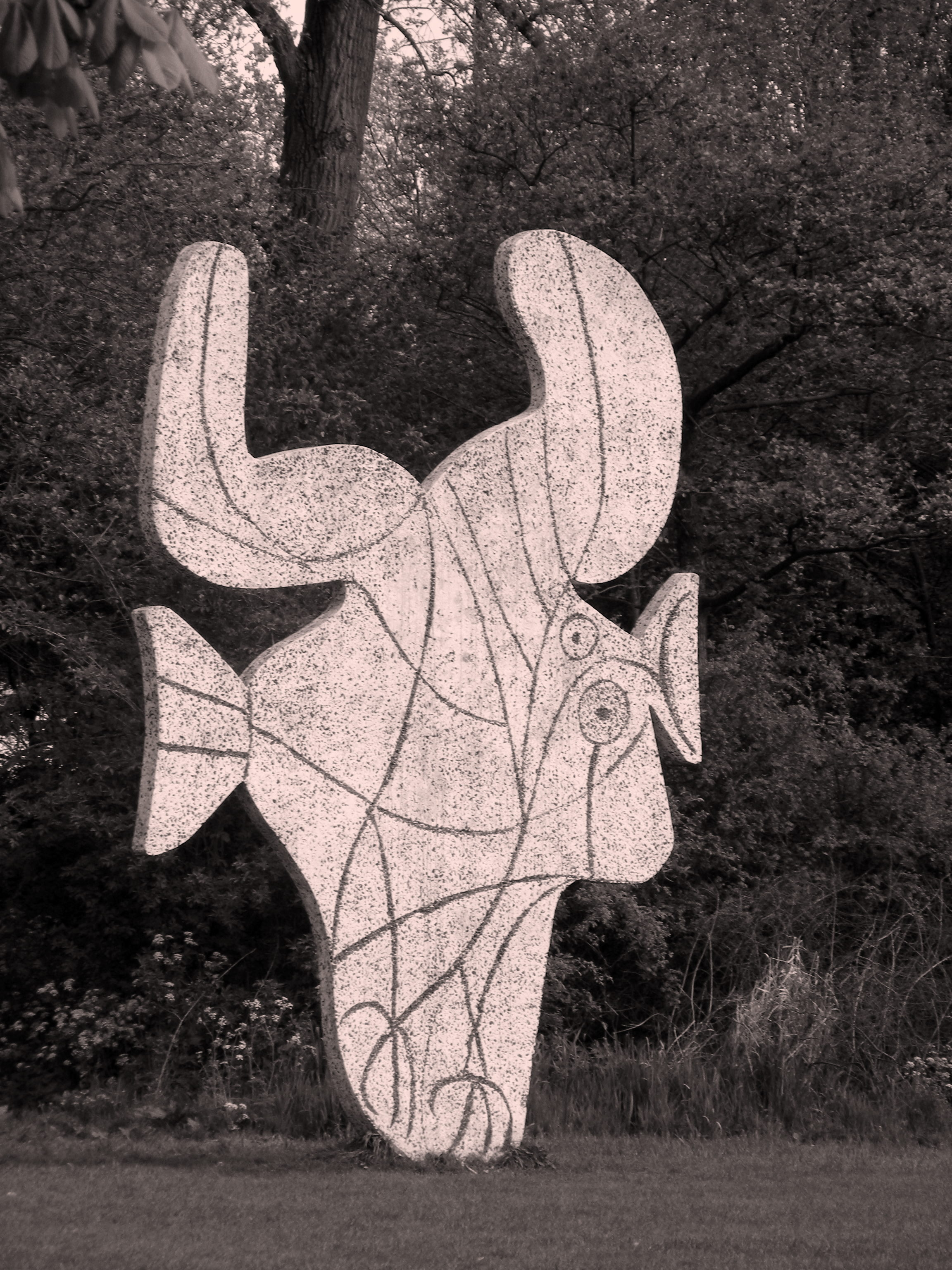
«Рыба» Пабло Пикассо

Театр под открытым небом работает с июня до август. Здесь предлагают классическую музыку, поп-музыку, этническую музыку, танцы, музыкальный театр и кабаре. Театр получает субсидии от правительства города. И хотя все спектакли бесплатные, посетителей просят делать пожертвования в один евро.
- Скульптуры
  - Статуя Йосту ван ден Вонделу (1867).
  - «Рыба» (1965) Пабло Пикассо.